# Symphlebia angulifascia
Symphlebia angulifascia là một loài bướm đêm thuộc phân họ Arctiinae, họ Erebidae.